# Circuito Mundial de Voleibol de Praia de 2015
O Circuito Mundial de Voleibol de Praia de 2015 foi uma série de competições internacionais organizadas pela Federação Internacional de Voleibol ao longo do ano de 2015. Os pontos e resultados obtidos ao longo do Circuito foram utilizados pelas federações de vários países para determinar quais duplas vão participar das Olimpíadas de 2016. Houve três tipos de competição: os Abertos, os Grand Slams e os Majors. Os Grand Slams e os Majors foram mais importantes do que os Abertos, deram mais pontos e maiores prêmios em dinheiro.
A dupla formada por Alison Cerutti e Bruno Schmidt foi a campeã do Circuito na variante masculina, enquanto Ágatha Bednarczuk e Bárbara Seixas formaram a parceria feminina vencedora. Alison e Bruno também ganharam o Campeonato Mundial e o World Tour Finals em 2015, conquistando os três principais títulos da temporada. Embora tenham sido disputados em 2015, os Abertos de Puerto Vallarta, Antália e Doha fazem parte da temporada de 2016 do Circuito Mundial.

## Masculino
| Evento                                                                                   | Ouro                                            | Prata                                           | Bronze                                     |
| Aberto de Fuzhou Fuzhou, China 21 a 25 de abril                                          | AlemanhaMarkus Böckermann Lars Flüggen          | HolandaAlexander Brouwer Robert Meeuwsen        | FrançaYoussef Krou Édouard Rowlandson      |
| Aberto de Lucerna Lucerna, Suíça 13 a 17 de maio                                         | ItáliaAlex Ranghieri Marco Caminati             | HolandaAlexander Brouwer Robert Meeuwsen        | TurquiaMurat Giginoğlu Volkan Göğtepe      |
| Grand Slam de Moscou Moscou, Rússia 26 a 31 de maio                                      | EspanhaPablo Herrera Adrián Gavira              | BrasilPedro Solberg Evandro Gonçalves           | AlemanhaJonathan Erdmann Kay Matysik       |
| Major de Poreč Poreč, Croácia 3 a 7 de junho                                             | HolandaAlexander Brouwer Robert Meeuwsen        | CanadáJosh Binstock Sam Schachter               | ItáliaAlex Ranghieri Marco Caminati        |
| Major de Stavanger Stavanger, Noruega 9 a 14 de junho                                    | BrasilPedro Solberg Evandro Gonçalves           | PolôniaBartosz Łosiak Piotr Kantor              | PolôniaGrzegorz Fijałek Mariusz Prudel     |
| Grand Slam de São Petersburgo São Petersburgo, Estados Unidos 16 a 21 de junho           | Estados UnidosJake Gibb Casey Patterson         | HolandaReinder Nummerdor Christiaan Varenhorst  | Estados UnidosNicholas Lucena Theo Brunner |
| Campeonato Mundial Amsterdã, Roterdã, Apeldoorn e Haia, Holanda 26 de junho a 5 de julho | BrasilAlison Cerutti Bruno Schmidt              | HolandaReinder Nummerdor Christiaan Varenhorst  | BrasilPedro Solberg Evandro Gonçalves      |
| Major de Gstaad Gstaad, Suíça 8 a 12 de julho                                            | BrasilAlison Cerutti Bruno Schmidt              | LetôniaAleksandrs Samoilovs Jānis Šmēdiņš       | HolandaAlexander Brouwer Robert Meeuwsen   |
| Grand Slam de Yokohama Yokohama, Japão 21 a 26 de julho                                  | BrasilAlison Cerutti Bruno Schmidt              | CanadáBen Saxton Chaim Schalk                   | ÁustriaAlexander Horst Clemens Doppler     |
| Grand Slam de Long Beach Long Beach, Estados Unidos 18 a 23 de agosto                    | BrasilAlison Cerutti Bruno Schmidt              | Estados UnidosNicholas Lucena Philip Dalhausser | EspanhaPablo Herrera Adrián Gavira         |
| Grand Slam de Olsztyn Olsztyn, Polônia 25 a 30 de agosto                                 | BrasilAlison Cerutti Bruno Schmidt              | Estados UnidosJake Gibb Casey Patterson         | CanadáChaim Schalk Ben Saxton              |
| Aberto do Rio Rio de Janeiro, Brasil 1 a 6 de setembro                                   | LetôniaAleksandrs Samoilovs Jānis Šmēdiņš       | AlemanhaMarkus Böckermann Lars Flüggen          | BrasilSaymon Barbosa Gustavo Carvalhaes    |
| Aberto de Sochi Sochi, Rússia 8 a 13 de setembro                                         | LetôniaAleksandrs Samoilovs Jānis Šmēdiņš       | Estados UnidosNicholas Lucena Philip Dalhausser | ItáliaPaolo Nicolai Daniele Lupo           |
| Aberto de Xiamen Xiamen, China 22 a 26 de setembro                                       | Estados UnidosNicholas Lucena Philip Dalhausser | AlemanhaMarkus Böckermann Lars Flüggen          | LetôniaAleksandrs Samoilovs Jānis Šmēdiņš  |
| FIVB World Tour Finals Fort Lauderdale, Estados Unidos 29 de setembro a 4 de outubro     | BrasilAlison Cerutti Bruno Schmidt              | Estados UnidosNicholas Lucena Philip Dalhausser | BrasilPedro Solberg Evandro Gonçalves      |

## Feminino
| Evento                                                                                   | Ouro                                     | Prata                                        | Bronze                                       |
| Aberto de Fuzhou Fuzhou, China 22 a 26 de abril                                          | CanadáJamie Broder Kristina Valjas       | AlemanhaChantal Laboureur Julia Sude         | Estados UnidosKerri Walsh April Ross         |
| Aberto de Lucerna Lucerna, Suíça 12 a 17 de maio                                         | AlemanhaKarla Borger Britta Büthe        | HolandaMadelein Meppelink Marleen van Iersel | CanadáJamie Broder Kristina Valjas           |
| Aberto de Praga Praga, República Tcheca 20 a 24 de maio                                  | BrasilÁgatha Bednarczuk Bárbara Seixas   | CanadáSarah Pavan Heather Bansley            | BrasilEduarda Santos Lisboa Elize Maia       |
| Grand Slam de Moscou Moscou, Rússia 26 a 31 de maio                                      | BrasilTalita Antunes Larissa França      | HolandaMadelein Meppelink Marleen van Iersel | ItáliaMarta Menegatti Viktoria Orsi Toth     |
| Major de Poreč Poreč, Croácia 2 a 6 de junho                                             | BrasilTalita Antunes Larissa França      | CanadáSarah Pavan Heather Bansley            | AustráliaLouise Bawden Taliqua Clancy        |
| Major de Stavanger Stavanger, Noruega 9 a 13 de junho                                    | BrasilJuliana Silva Maria Elisa          | BrasilÁgatha Bednarczuk Bárbara Seixas       | HolandaMadelein Meppelink Marleen van Iersel |
| Grand Slam de São Petersburgo São Petersburgo, Estados Unidos 17 a 21 de junho           | BrasilÁgatha Bednarczuk Bárbara Seixas   | BrasilJuliana Silva Maria Elisa              | BrasilTaiana Lima Fernanda Berti             |
| Campeonato Mundial Amsterdã, Roterdã, Apeldoorn e Haia, Holanda 26 de junho a 5 de julho | BrasilÁgatha Bednarczuk Bárbara Seixas   | BrasilTaiana Lima Fernanda Berti             | BrasilJuliana Silva Maria Elisa              |
| Major de Gstaad Gstaad, Suíça 7 a 11 de julho                                            | BrasilTalita Antunes Larissa França      | BrasilTaiana Lima Fernanda Berti             | CanadáSarah Pavan Heather Bansley            |
| Grand Slam de Yokohama Yokohama, Japão 21 a 26 de julho                                  | AlemanhaLaura Ludwig Kira Walkenhorst    | BrasilÁgatha Bednarczuk Bárbara Seixas       | CanadáSarah Pavan Heather Bansley            |
| Grand Slam de Long Beach Long Beach, Estados Unidos 18 a 23 de agosto                    | BrasilTalita Antunes Larissa França      | Estados UnidosKerri Walsh April Ross         | AlemanhaLaura Ludwig Kira Walkenhorst        |
| Grand Slam de Olsztyn Olsztyn, Polônia 25 a 30 de agosto                                 | BrasilTalita Antunes Larissa França      | HolandaMadelein Meppelink Marleen van Iersel | Polônia Kinga Kołosińska Monika Brzostek     |
| Aberto do Rio Rio de Janeiro, Brasil 1 a 6 de setembro                                   | BrasilTalita Antunes Larissa França      | BrasilÁgatha Bednarczuk Bárbara Seixas       | HolandaMadelein Meppelink Marleen van Iersel |
| Aberto de Sochi Sochi, Rússia 8 a 13 de setembro                                         | ItáliaMarta Menegatti Viktoria Orsi Toth | SuíçaIsabelle Forrer Anouk Vergé-Dépré       | SuíçaNadine Zumkehr Joana Heidrich           |
| Aberto de Xiamen Xiamen, China 23 a 27 de setembro                                       | SuíçaNadine Zumkehr Joana Heidrich       | ArgentinaAna Gallay Georgina Klug            | SuíçaIsabelle Forrer Anouk Vergé-Dépré       |
| FIVB World Tour Finals Fort Lauderdale, Estados Unidos 29 de setembro a 4 de outubro     | BrasilTalita Antunes Larissa França      | AlemanhaLaura Ludwig Kira Walkenhorst        | BrasilÁgatha Bednarczuk Bárbara Seixas       |

## Quadro de medalhas
| Ordem | País           | Medalha de ouro | Medalha de prata | Medalha de bronze | Total |
| ----- | -------------- | --------------- | ---------------- | ----------------- | ----- |
| 1     | Brasil         | 18              | 7                | 7                 | 32    |
| 2     | Alemanha       | 3               | 4                | 2                 | 9     |
| 3     | Estados Unidos | 2               | 5                | 2                 | 9     |
| 4     | Letônia        | 2               | 1                | 1                 | 4     |
| 5     | Itália         | 2               | 0                | 3                 | 5     |
| 6     | Países Baixos  | 1               | 7                | 3                 | 11    |
| 7     | Canadá         | 1               | 4                | 4                 | 9     |
| 8     | Suíça          | 1               | 1                | 2                 | 4     |
| 9     | Espanha        | 1               | 0                | 1                 | 2     |
| 10    | Polónia        | 0               | 1                | 2                 | 3     |
| 11    | Argentina      | 0               | 1                | 0                 | 1     |
| 12    | Austrália      | 0               | 0                | 1                 | 1     |
| 12    | Áustria        | 0               | 0                | 1                 | 1     |
| 12    | França         | 0               | 0                | 1                 | 1     |
| 12    | Turquia        | 0               | 0                | 1                 | 1     |